# Хмельницкий областной художественный музей
Хмельницкий областной худо́жественный музе́й (укр. Хмельницький обласний художнiй музей) — художественный музей, расположенный на центральной улице Проскуровская, 47 в городе Хмельницкий. 
Первый среди постсоветских музеев  избрал инновационную концепцию собрания: коллекционирование, хранение, исследование, экспонирование и популяризацию украинского современного искусства XX-XXI веков.

## История

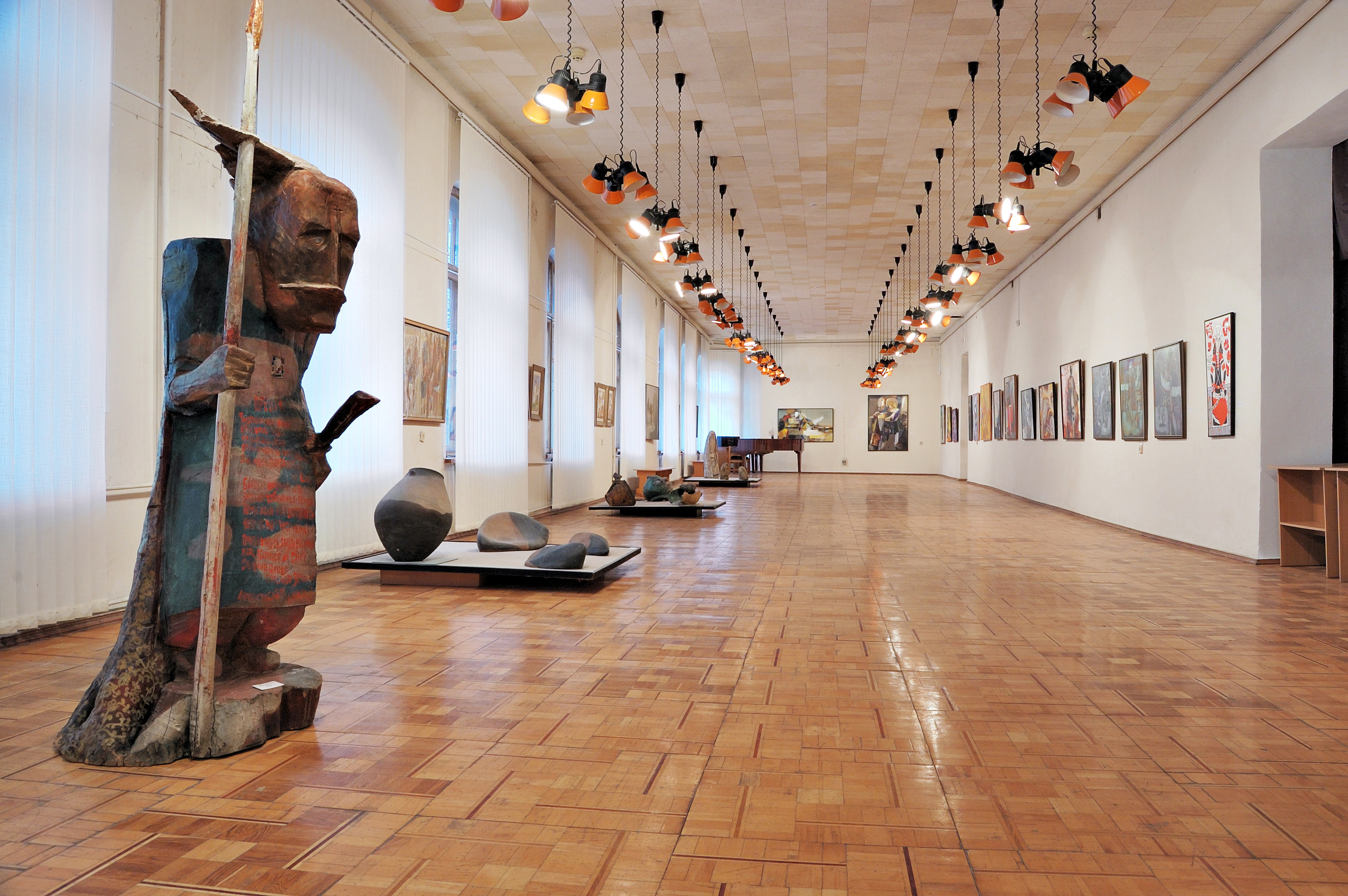
экспозиционные залы

Основан на основании постановления Совета Министров УССР № 2 от 2.01.1986 года в историческом здании бывшего Проскуровского отделения Южно-Русского промышленного банка, построенном в 1903 году для домовладельца Ниренберга. Администрация города решила для достойного уровня культурного развития города, в 1980 году приняла решение о создании музея. Тогда началась реконструкция здания и формирование музейного фонда из произведений советского реализма, народного и декоративно-прикладного творчества. 30 августа 1992 года для посетителей были открыты экспозиции первого музея украинского современного искусства в истории независимой Украины (6 залов, арт-гостиная и арт-холл — общая площадь около 700 м²).
Собрание галереи содержит более 4000 этнографических образцов, большого количества полотен и скульптур советских художников и около трёх десятков полотен, приобретенных у известных украинских художников конца XIX — начала XX века. Коллекцию составили полотна ярких представителей национального живописи конца XIX — XX веков — И. Беклемишевой, А. Будникова, М. Бурачека, В. Орловского, А. Мурашко, Г. Светлицкого, С. Светославского, З. Подушко и другие.
В коллекции музея нет старинных экспонатов, но художественные произведения собранной коллекции отличаются высоким качеством исполнения.